# Булкин, Юрий Сергеевич
Юрий Сергеевич Булкин (1928 — 2 декабря 1989, Москва) — советский футболист, нападающий; тренер.

## Биография
Юрий Булкин родился в 1928 году.
Играл в футбол на позиции нападающего. В 1953 году начал карьеру в московском «Буревестнике».
В 1954 году перебрался в кишинёвский «Буревестник». В первом сезоне провёл в его составе 2 матча в классе «Б». В 1955 году закрепился в составе, сыграл 32 матча, забил 7 голов. В 1956 году, который «Буревестник» провёл в элите советского футбола классе «А», провёл 13 поединков, забил 3 мяча.
В 1957 году сыграл лишь 5 матчей за «Буревестник» в классе «А» и заканчивал сезон в классе «Б» в составе калининградского «Пищевика» (23 матча, 6 мячей). В 1957 году выступал на том же уровне за липецкие «Трудовые резервы» (21 матч, 3 гола).
В 1959—1960 годах защищал цвета клубной команды московского «Спартака».
В 1964 году работал тренером луцкой «Волыни».
Умер 2 декабря 1989 года в Москве.